# 上林愛貴
上林 愛貴（かんばやし あき、1976年9月2日 - ）は、日本の女子プロレスラー。リングネームはミス・モンゴル。

## 所属
- FMW（1994年 - 1998年）
- フリーランス（1998年 - 2000年）
- KAIENTAI DOJO（2000年 - 2001年）
- フリーランス（2001年 - 2006年）
- 伊藤薫プロレス教室（2006年 - 2010年）
- フリーランス（2011年）
- REINA女子プロレス（2011年 - 2012年）
- フリーランス（2012年）
- REINA×WORLD（2012年 - 2013年）
- 世界プロレス協会（2013年 - ）

## プロフィール

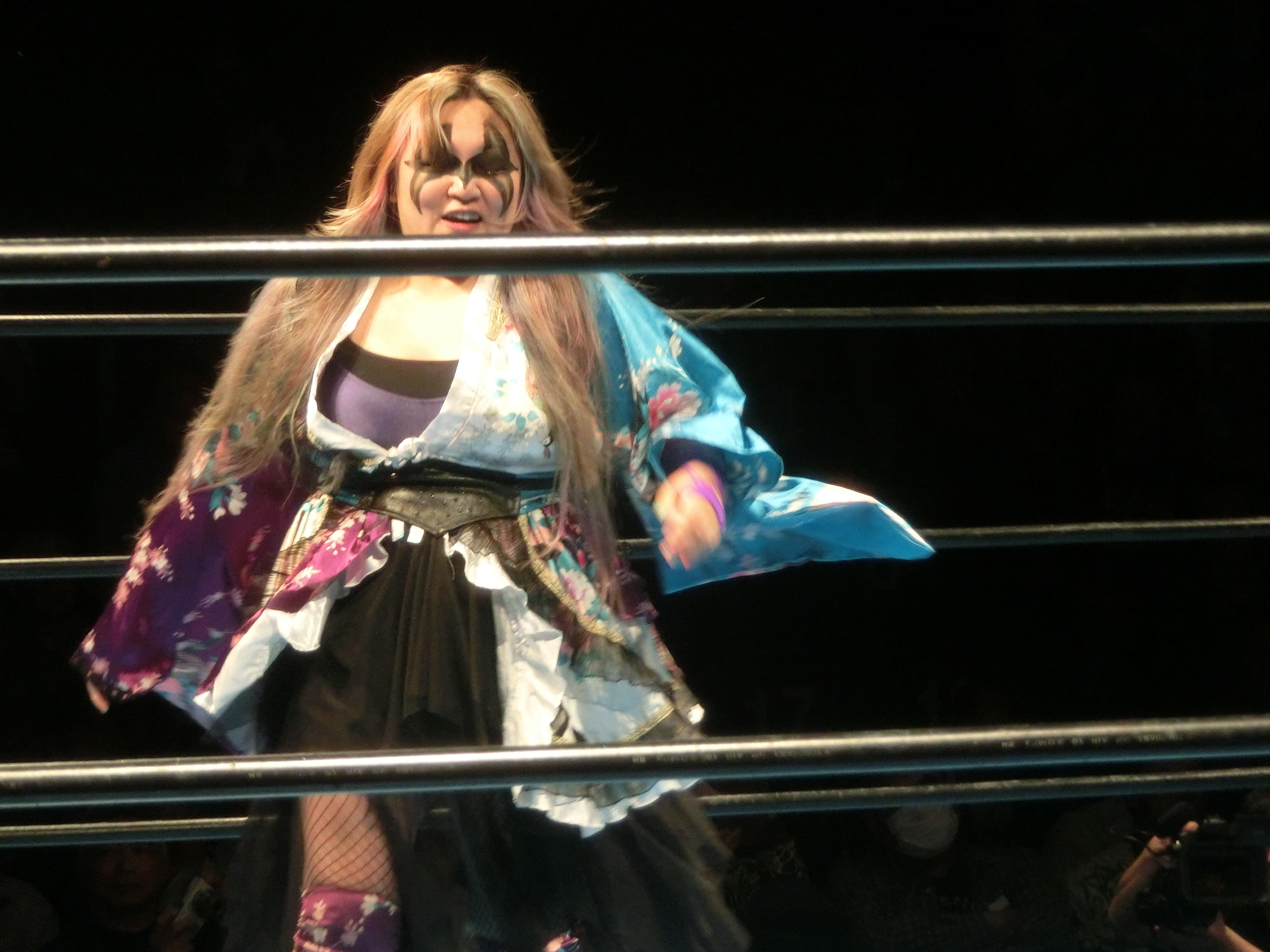
ミス・モンゴル

FMW所属選手として1995年10月25日に上林愛貴の名前で鍋野ゆき江を相手にデビュー。1996年8月12日よりミス・モンゴルのリングネームで猛毒隊に加入して活躍の後に退団、その後、KAIENTAI DOJOの師範代として設立に関わった後にフリーランスとなりAkyに改名して伊藤道場入り後は本名に戻した。伊藤道場解散後は再びフリーランスを経て、REINA女子プロレス旗揚げに参加。REINAでは取締役も兼任。REINA解散後は石橋葵、ミア・イム、K-DOJOの梶トマト、ヒロ・トウナイと「世界プロレス協会」を結成した後、REINA×WORLDを旗揚げ。現在は世界プロレス協会ごとREINAも離れK-DOJOや地方のインディを転戦している。
2001年、キャットファイト団体「Cat Panic Entertainment」(CPE)を立ち上げ、Aky名義でレスラー兼プロデューサーとして運営にも関わっている。このことから「キャットファイトの母」と呼ばれる。
また、ラ・マルクリアーダという覆面レスラーとしても活躍している。
大仁田厚曰く、「女版大仁田厚」。
2014年6月、[カンバヤシ・レスリング・ファクトリー]（K.W.F）を発足。高円寺[レスリングカフェ東京]（レスカフェ）を拠点にAky（上林 愛貴）としてプロレスリングを通した多様なイベントを定期的に開催し、気軽にプロレスに馴染める空間演出の提供を始める。スポーツバー、レスカフェとコラボしてオリジナルカクテルやフード、イベントをプロデュースする。主なイベントの趣旨は若手の育成を中心とした試合、音楽、トーク、映像イベントなど、「もっとプロレスを好きになろう!!」がコンセプト。2014年11月23日（日）19：00～高円寺から場所を変え開催が決定している。
2014年12月27日、新木場「旗揚げ1周年記念大会」にて、かねてより交際していた東京03の豊本明長にプロポーズし、豊本がこれを受け入れたため婚約した。
2017年9月25日、ブログにて豊本と初夏に結婚していたこと、第一子の妊娠を発表した。

## 得意技
- モンゴリアンチョップ
- ブロンコ・バスター
- ミステリオ
- 619

## 入場曲
- 「ジンギスカン」
- Shakina「She Wolf」

## 獲得タイトル
- TLW女子インターナショナル王座
- BKF無差別級王座
- AWF世界女子王座
- GWC認定6人タッグ王座

## リングネーム
現在までに使用したリングネーム
- マチャ愛貴(元気が出るテレビ時代のリングネーム)
- 上林愛貴（本名。FMWデビュー当時及び伊藤道場加入後から現在に至るまで）
- ミス・モンゴル（猛毒隊時代のペイントレスラー。IWA・JAPAN参戦時と世界プロレス協会でも使用）
- Aky（FMW退団後のフリーランス及びK-DOJO時代。CPEでは現在もこの名義）
- ラ・マルクリアーダ（K-DOJO発祥の地たるプエルトリコ生まれギミックの覆面レスラー。地元の北都プロレス及び現在は解散しているグレートプロレスリングで活動。REINAでも稀に登場した）
- ちゅら猫かーぎー（琉球ドラゴンプロレスリング限定）

候補だったリングネーム
- ジンギス・カンバヤシ （北海道出身であることからジンギスカンと本名の上林をかけたリングネーム。リッキー・フジのYouTube内で発言している。）
- マチャ・愛貴

（堺正章と本名の愛貴をもじったもの。天才・たけしの元気が出るテレビ!!の企画の女子プロレス予備校に参加した際に命名された。）

## メディア出演

### テレビドラマ
- まほろ駅前番外地 第1話（2013年、テレビ東京） - 女子プロレスラー 役

### その他
- 生きるを伝える（2016年8月6日、テレビ東京） - 女子プロレスラー・上林愛貴[2]

## 特記
- 天才・たけしの元気が出るテレビ!!の女子プロ予備校出身であり、同番組企画の出身者には元気美佐恵・シュガー佐藤・市来貴代子がいる。